# Wijkia comosa
Wijkia comosa là một loài Rêu trong họ Sematophyllaceae. Loài này được (Tixier) B.C. Tan & Z. Iwats. miêu tả khoa học đầu tiên năm 1993.